# Der kleine Freund

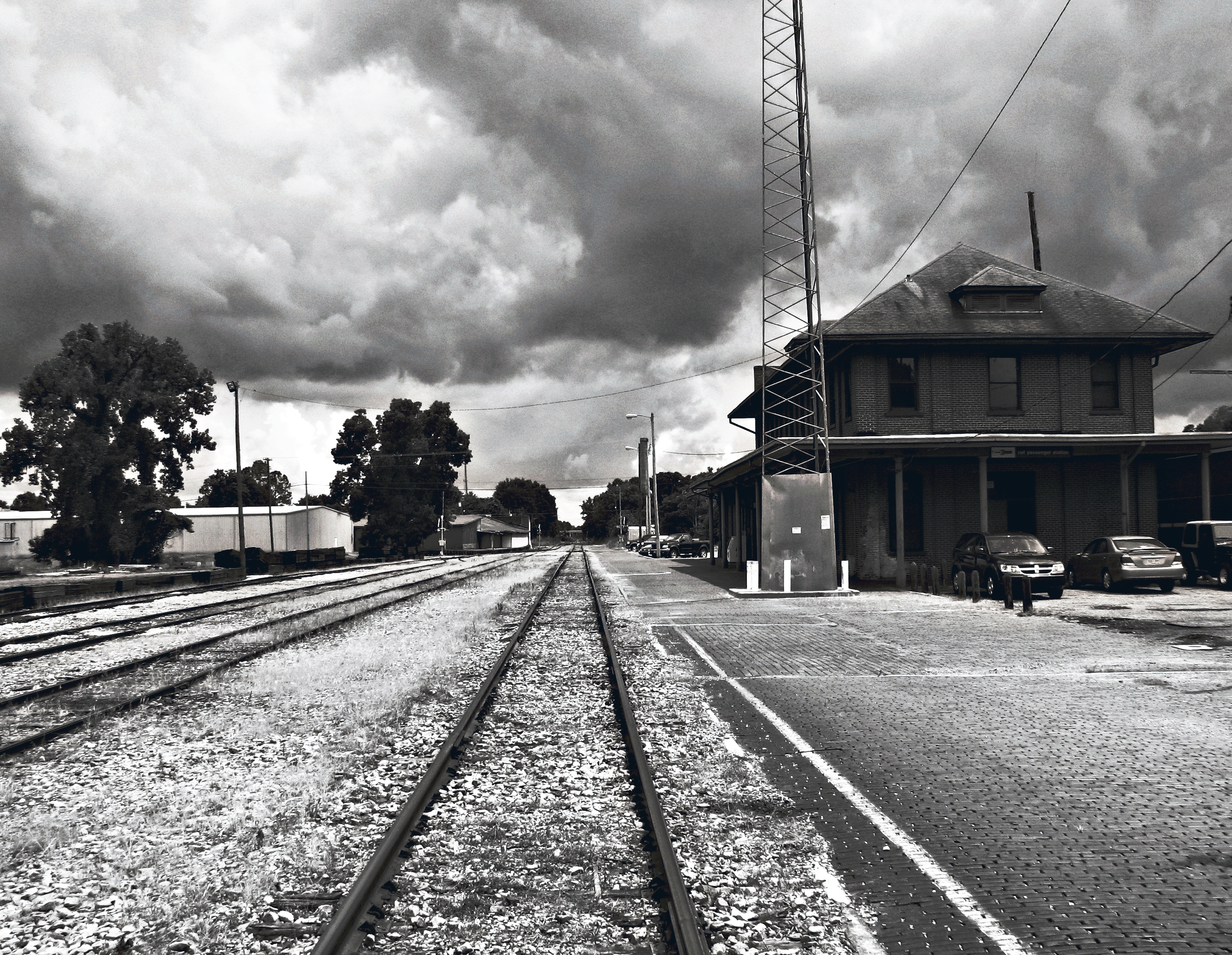
Grenada, Mississippi, Train-Depot

Der kleine Freund (Originaltitel: The Little Friend) ist ein Roman der amerikanischen Schriftstellerin Donna Tartt. Das Buch erschien erstmals 2002 im Verlag Alfred A. Knopf, die deutsche Übersetzung von Rainer Schmidt erschien 2003 im Goldmann Verlag.

## Handlung
Der Roman spielt in den 1970er Jahren in der fiktiven Stadt Alexandria im US-Bundesstaat Mississippi, von vielen Nordstaatlern als „The Lost South“ bezeichnet. Die wirtschaftliche Rezession durch den Abbau der Baumwollindustrie zeigt sich hier am stillgelegten Güterbahnhof, an ungepflegten Wohnsiedlungen und an geschlossenen Geschäften in der Innenstadt. Ausführlich und detailreich wird das Leben der Familie Cleve-Dusfresnes, das seit dem Tod des Sohnes aus dem Gleichgewicht geraten ist, erzählt. Im Mittelpunkt stehen die Gedankenwelt und die Alltagsaktivitäten der 12-jährigen Harriet: Streifzüge durch die Gegend zusammen mit ihrem Kumpel Hely, Besuche bei den Großtanten, die sie umsorgen und von der Vergangenheit erzählen, Aufenthalte in der Bibliothek, der Sonntagsschule oder im Schwimmbad des Country Clubs usw. Sie lebt zusammen mit ihrer kranken Mutter Charlotte, ihrer älteren Schwester Allison und der schwarzen Haushälterin Ida Rhew im elterlichen Haus. Ihr Vater Dixon hat sich von der Familie getrennt. In der Nachbarschaft wohnen Harriets Großmutter Edith (Edie) Cleve, welche zusammen mit Ida die Organisation aufrechterhält, und die Großtanten Libby, Adelaide und Theodora (Tattycorum, Tat). Alle sind unverheiratet oder verwitwet. Ihr Gesellschaftsleben spielt sich in der Baptisten-Gemeinde und in der Nachbarschaft ihres Wohngebietes ab. Neben diesem Mittelschichtbild, das um das der gutgestellten Familie Hely Hulls erweitert wird, porträtiert die Autorin die vom wirtschaftlichen Wandel betroffene und als Folge der Rassentrennung separierte Gesellschaftsstruktur der Südstaaten: die schwarzen Dienstmädchen der Hulls und Cleves, die weiße, für die Ideologie des White Supremacy anfällige Unterschicht ohne Zukunftsperspektive und, am Rande, die privilegierte obere Mittelschicht der Schönen und Erfolgreichen, zu denen die Cleves einmal gehörten, als sie noch in der 1809 erbauten Villa „Drangsal“ wohnten. Die zu Beginn eingeleitete Kriminalhandlung und die abgehängte „underclass“-Familie Ratliff rücken in der zweiten Romanhälfte zunehmend in den Vordergrund.

### Prolog
Erzählt werden Charlottes Erinnerungen an den zwölf Jahre zurückliegenden Todestag ihres 9-jährigen Sohnes Robin. Während die 4-jährige Allison auf der Terrasse neben dem Baby Harriet spielt, wird der Junge von seiner Mutter an einem Baum im Garten aufgehängt tot aufgefunden.

### Kp. 1 Die tote Katze
Seit Robins Tod leidet Charlotte an Depressionen, sie verlässt kaum das Schlafzimmer. Diese Krankheit und die Tabuisierung des Mordes in der Familie führen zwar nicht zur Scheidung, aber zur faktischen Trennung der Eltern. Dixon (Dix) hat sich auch vorher wenig um die Familie gekümmert und ging lieber nach seinen Bankgeschäften mit Freunden auf die Jagd. Jetzt lebt er, von wenigen Besuchen (v. a. Weihnachten, Erntedank) abgesehen, in Nashville, Tennessee, mit seiner Geliebten Kay, der Erbin einer kleinen Softdrink-Firma zusammen. In Alexandria ist das bekannt, nur seine Familie weiß es nicht.
Die Haupthandlung beginnt zwölf Jahre nach Robins Tod und erstreckt sich von Mai bis Ende August. Der Erzähler stellt in den ersten Kapiteln die beiden Schwestern in den Mittelpunkt: Die 16-jährige sensible Allison zieht sich in ihre Traumwelt zurück. Sie ist erfüllt von Mitgefühl mit allen Kreaturen und leidet am Tod von Tieren z. B. von Robins Kater Weenie oder einer Schwarzdrossel mit einem Teer-verklebten Flügel. Mit zunehmendem Verlauf tritt die phantasievolle, eigenwillige, kluge Harriet ins Zentrum der Aktionen. Ihr Alltag wird ausführlich beschrieben. Sie hält Distanz zu den Menschen, interessiert sich für Expeditionsberichte und Abenteuerbücher, v. a. Captain Scotts Südpolexpedition, Kiplings Dschungelbuch und Stevensons Schatzinsel, inszeniert mit Jungen ihrer Klasse Szenen aus der Bibel und beobachtet die Umwelt mit einem ernsten, strengen Blick. Hely Hull, der Sohn des strengen Direktors der High School Claude Hull und seiner für ihre zärtlichen liberalen Erziehungsmethoden belächelten Frau Martha Price, bewundert sie und sucht ihre Freundschaft.

### Kp. 2 Die Schwarzdrossel
Durch einen Traum beeinflusst, in dem sie zum Handeln aufgefordert wird, beschließt Harriet, mit Hely als Helfer den Mörder ausfindig zu machen und den Tod ihres Bruders zu rächen. Sie liest in der Bibliothek die alten Zeitungsberichte, sucht erfolglos das Gespräch mit ihren die Thematik meidenden Großtanten, sie bittet ihre damals vierjährige und jetzt häufig wie gelähmt in einem halbwachen Zustand schwebende Schwester Allison, ihre Träume aufzuschreiben, um zu erkunden, ob sie Verdrängtes zeigen, sie befragt Pemberton (Pem) Hull, den mit Robin gleichaltrigen Bruder ihres Freundes Hely. Nach einigen vagen Hinweisen verdächtigt sie die Kinder der asozialen Familie Ratliff, v. a. den drogensüchtigen Danny, einen Klassenkameraden Robins, ohne sich dabei auf mehr als vage Vermutungen und eine flüchtige Beobachtung der Haushälterin Ida stützen zu können. Diese hat Danny, mit dem sich Robin öfters herumtrieb und gelegentlich stritt, zehn Minuten vor dem Mord aus dem Garten verjagt. Harriet erzählt ihrem Freund Hely ihre Vermutungen und ihren Wunsch, Danny zu töten, und sie entwickeln dazu abenteuerliche Pläne.

### Kp. 3 Der Billardsaal
Werkzeug der Rache soll eine Giftschlange sein. Harriet und Hely stöbern deshalb im sumpfigen Gelände in den Oak Lawn Estates einige Kupferköpfe und eine Wassermokassinotter auf und versuchen sie mit Gabelstücken festzuhalten, doch die Tiere wehren sich, greifen an und die Kinder müssen in panischer Angst weglaufen. Ein Hitzeschlag Harriets beendet die Jagd vorzeitig.
Die Handlung wechselt dann zu einer anderen sozialen Schicht, die durch den Ratliff-Clan und den Trinker und Spieler Carl Odum und seine vernachlässigten Kinder repräsentiert wird. Die meisten der Ratliff-Brüder leben in einer verwahrlosten Wohnwagensiedlung mit ihrer Großmutter Gum mitten im Wald und betreiben dort unter Farishs Führung ein als Tierpräparation getarntes Methamphetamin-Drogenlabor. Die Eltern waren Alkoholiker und leben nicht mehr. Die Gruppe besteht, außer dem geistig zurückgebliebenen Curtis, aus fünf Brüdern, die immer wieder in die Kriminalität abgerutscht sind und zeitweise im Gefängnis saßen bzw. sitzen, nämlich Mike und Ricky Lee, der ein Basketball-Stipendium für die Delta State University leichtsinnig ausschlug. Farish ist der Chef der Gruppe, er hat jahrelang als Briefträger sein Revier ausspioniert und beraubt. Seit seinem Psychiatrieaufenthalt, nachdem er sich bei einem Fluchtversuch in den Kopf schoss, überlässt er die Straftaten anderen und berät sie, vorwiegend sind es Einbrüche und Drogengeschäfte. Danny arbeitete bis zu seiner zweiten Verhaftung als Truckerfahrer und halluziniert jetzt im Dauerrauch. Danny und Farish sind häufige Gäste in der „Pool Hall“ und spielen dort z. B. gegen den betrunkenen Odum um Geld und schimpfen auf den Staat, der ihnen durch Steuern ihr Geld stiehlt, und die Sheriffs, die sie ihrer Freiheit berauben. Hely, der sich gelegentlich an der Theke der Hall verbotenerweise mit Horror-Comics versorgt, beobachtet eines Tages die Szene, wie die kleine Lasharon Odum, mit einem Baby auf dem Arm, ihren Vater vergeblich aus dem Billardsaal zu holen versucht. Dort verspielt dieser gerade gegen Farish zuvor gewonnene 400 Dollar, mit denen er eigentlich beim Autohändler Roy Dial seinen wegen ausbleibender Ratenzahlung konfiszierten Chevrolet auslösen wollte. Nur Eugene ist der Absprung aus der Kriminalität gelungen, nachdem er Ende der 60er Jahre wegen Autodiebstahl zusammen mit Farish zu einer Gefängnisstrafe verurteilt wurde und während der Haftzeit ein Erweckungserlebnis hatte. Jetzt missioniert er im Sinne der Pfingstbewegung und versucht auf Veranstaltungen die Menschen zu einer ihren Alltag bestimmenden christlichen Lebensweise zu bekehren. Er wird nun von Loyal Reese, einem Fanatiker der Heiligungsbewegung aus Kentucky, mit seinen für den gesetzlich verbotenen Ritus des Schlangenanfassens (snake handling) vorgesehenen Reptilien besucht, um mit ihm gemeinsam neue Anhänger anzuwerben. Farish und Loyals lebenslänglich inhaftierter älterer Bruder Dolphus haben diese Zusammenkunft arrangiert, denn sie wollen die Missionsreisen des Predigers für ihre Drogentransporte und -verteilung nutzen.

### Kp. 4 Die Mission
Die abenteuerliche Schlangenhandlung des 3. Kps. wird im sogenannten Missionshaus, einem Mietshaus Dials, in dem Mormonen und Eugene Ratliff wohnen, fortgesetzt. Harriet hat auf dem Pickup Loyal Reeses Schlangenkisten entdeckt und will sie für ihren Racheplan nutzen. Da sie vermutet, dass sie in Eugenes Apartment abgestellt wurden, steigt sie während einer Missionsveranstaltung der beiden Prediger mit Hely über ein Dachfenster in die dunkle Wohnung ein, und sie schleppen die Kiste mit einer Kobra in den Garten. Während Hely die Spuren des Einbruchs verwischen und die Türen schließen will, kehren Eugene, Danny, Farish und Loyal plötzlich zurück und Hely ist der Ausgang versperrt und sitzt im Dachraum gefangen. Harriet befreit ihn mit einem Ablenkungsmanöver: sie zertrümmert die Auto-Scheinwerfer, zersticht die Reifen und sagt den Ratliffs, sie habe gerade die Täter bei ihrer Aktion gestört. Diese stürzen aus dem Haus und Hely kann entkommen. Vorher hat er noch in einer panischen Reaktion eine Schlangenkiste geöffnet. Bei der Rückkehr in die Wohnung wird Eugene gebissen und muss ins Krankenhaus transportiert werden. Den Streit der Brüder mit Loyal und das Durcheinander beim Einfangen der Reptilien nutzen Hely und Harriet, um wegzulaufen.

### Kp. 5 Die roten Handschuhe
Die Ereignisse dieses Kapitels bedeuten für Harriets Leben eine Veränderung. Einmal kündigt Ida, nachdem Charlotte ihre Arbeit kritisiert hatte, wofür Harriets Unzufriedenheit mit dem fehlenden Abendessen den unbeabsichtigten Anstoß gab, denn eigentlich ist die schwarze Haushälterin seit ihrer Geburt eine wichtige Bezugsperson und Ersatzmutter. Im Grunde ist Harriet unzufrieden mit der düsteren Familienatmosphäre um ihre gemütskranke Mutter, die so stark mit der modernen aktiven Frau Hull kontrastiert. Im Gegensatz zu Allison, welche am letzten Arbeitstag der Angestellten ihr erspartes Taschengeld für Geschenke ausgibt, kann Harriet aus Stolz und Zorn ihre Liebe zu Ida nicht zeigen und reist ohne Abschied von ihr zum Feriencamp, aber sie jätet vorher noch Idas Gemüsebeet und sucht eifrig, aber vergeblich, nach den roten Handschuhen, die Ida ihr in der Hoffnung, sie zur gemeinsamen Gartenpflege zu gewinnen, geschenkt, die sie aber nie benutzten hat.
Zum Feriencamp der Baptistenkinder am Lake de Selby wollte Harriet in diesem Jahr eigentlich nicht fahren, aber es wird jetzt zu ihrem Zufluchtsort. Denn sie fürchtet polizeiliche Untersuchung ihrer Aktion gegen die Ratliffs. Sie hat zuvor zusammen mit Hely die Schlangenkiste vom Missionshaus zu einer Brücke über die County Line Road, die Danny Wohngebiet mit der Innenstadt verbindet, gekarrt, auf seinen Sportwagen gewartet und im Augenblick seiner Durchfahrt die Königkopra auf seinen TransAm mit dem offenen Verdeck geworfen. Jedoch saß nicht Danny, sondern seine Großmutter im Auto, diese wurde gebissen und im Krankenhaus behandelt.

### Kp. 6 Das Begräbnis
Hariett fühlt sich im Camp nicht wohl, sie wird als Außenseiterin behandelt und gehänselt. Deshalb ist sie froh, als ihre Großmutter sie nach zehn Tagen abholt. Aber es ist ein trauriger Anlass, denn Großtante Libby ist, verursacht von einer Kette von alltäglichen Banalitäten, gestorben: Da die Busfahrt nach Charleston den Damen des Kirchenkreises zu teuer ist, beschließen sie die Reise mit Privatwagen durchzuführen. Edith, früher Krankenschwester, chauffiert wie gewohnt couragiert ihre drei Schwestern: die schöne, dreimal verheiratete Adelaide, die ehemalige Lehrerin Tat und Libby, die unverheiratete Haushälterin des Vaters in der alten Villa „Drangsal“. Die Fahrt beginnt mit Verspätungen wegen Packproblemen, Befürchtungen von Einbrüchen, Klagen über zu große Hitze bzw. Zugluft im nicht klimatisierten alten Auto usw. und den darauf folgenden spöttischen, kritischen Bemerkungen, die auf die Kindheit zurückreichende Strukturen und Rivalitäten aufzeigen. Als Adelaide darauf besteht, wegen ihres vergessenen unverzichtbaren koffeinfreien Kaffees umzukehren, wendet Edith schließlich genervt und verursacht an einer Kreuzung einen Verkehrsunfall. Zwar können alle in ihr Haus zurückkehren, Edith mit einem Rippenbruch und Libby, die auf der Seite des Aufpralls saß, mit einem Bluterguss an den Wangenknochen, doch als Allison sie besucht, klagt sie über Sehstörungen und spricht seltsam, verbietet aber dem Mädchen, den Arzt zu rufen. Nach einem Schlaganfall kommt sie ins Krankenhaus und stirbt dort nach fünf Tagen. Für Harriet und ihre Schwester ist dies ein Schock, denn Libby, die keine eigenen Kinder hatte, war wegen ihrer fürsorglichen und ausgleichenden Art gefühlsmäßig ihre eigentliche Großmutter, ihre Zuflucht an schwierigen Tagen. Die von Edith formvollendet organisierte Begräbnisfeierlichkeiten im hohen viktorianischen Haus des Bestattungsinstituts und die anschließende Einladung und Bewirtung der Trauergäste in ihrem Haus kontrastiert mit dem Schmerz der Mädchen, denn nach Ida haben sie in kurzer Zeit ihre zweite Bezugsperson verloren. Während Allison mit Gleichaltrigen Zerstreuung außer Haus sucht, zieht sich Harriet immer mehr in ihre Einsamkeit zurück und ihre Wut über den Familienzerfall konzentriert sich zwanghaft auf Danny. Dieser wiederum ist auf der Suche nach zwei Kindern, die seine vom Kobrabiss geheilte Großmutter Gum auf der Brücke über der Straße gesehen hat und die bei der Schlangenattacke im Missionshaus aufgetaucht und dann verschwunden sind. Zufällig erkennt er Harriet beim Vorbeifahren vor dem Bestattungsinstitut. Er und Farish rätseln über die Zusammenhänge und vermuten eine Verschwörung, welche die Kinder auf sie angesetzt hat. Dabei misstrauen sie sich auch gegenseitig, denn Danny überließ Gum sein Auto und Farish fädelte den Besuch Loyal Reeses mit seinen Schlangen ein.

### Kp. 7 Der Turm
In diesem Kapitel zeichnet die Autorin ein Bild der Familie Ratliff. Eugene und Danny versuchen dem perspektivlosen Leben, dem Drogenhandel und der Dominanz des gewalttätigen und zunehmend paranoiden Farish zu entkommen. Gum hatte nie in ihrem arbeitssamen Leben eine Chance auf Besitz und Wohlstand gehabt und nun muss sie täglich sehen, dass auch ihre Enkel in diesem Kreislauf der Chancenlosigkeit sind. Danny fühlt sich von Farish ausgenutzt und nicht entsprechend am Gewinn aus dem Drogengeschäft beteiligt. Er beobachtet, wie sein Bruder einen Sack mit Methamphetaminen in einem alten Wasserturm auf dem stillgelegten Güterbahnhofgelände versteckt und möchte die Drogen für sich sichern, um ein neues Leben fern der Familie zu beginnen. Hely hat das gesehen und erzählt es Harriet, die nun die Gegend observiert. Sie wird wiederum von Danny und seinem Bruder entdeckt und verfolgt. Danny findet heraus, dass sie zur Familie Cleve gehört, und er erinnert sich an Robin, der ihn einmal zusammen mit der Klasse zu seiner Geburtstagsfeier in der Villa „Drangsal“ eingeladen hat. Als er in der Schule von dem Mord erfuhr, war er traurig, während seine arme Familie mit den reichen Gleves kein Mitgefühl hatte. Sie genossen es sogar zu sehen, wie die „Großmächtigen“ der „großkotzigen Klasse“ ein wenig heruntergestutzt wurden. Aus diesem Rückblick geht hervor, dass Danny mit der Tat nichts zu tun hat.
Im effektvollen Showdown zwischen Harriet und Danny profitiert sie von den Spannungen innerhalb der Familie Ratliff. Farish beobachtet Danny misstrauisch und zwingt ihn in die Rolle eines Dieners. Dieser ist durch Drogen und Appetitlosigkeit abgemagert und geschwächt. Als er den älteren Bruder und dessen zwei aggressive Schäferhunde in seinem Sportwagen durch die Gegend fahren muss, hat er Bewusstseinsstörungen und erschießt ihn und die beiden Tiere in einem verzweifelten Befreiungsversuch. Harriet hat dies vom Dach des Wasserturms aus beobachtet. Sie wollte herausfinden, was Danny an diesem Ort zu suchen hatte und entdeckte Tütchen mit weißem Pulver, mit denen sie nichts anfangen konnte und die sie achtlos ins Wasser des Tanks warf. Danny will sich nach dem Mord durch eine „Nase“ Rauschgift von seinen Kopfschmerzen befreien, um wieder klar denken zu können, und geht zum Versteck im Wasserturm. Hier kommt es zur Konfrontation. Harriet springt zum Schutz in den Wassertank, Danny drückt sie unter Wasser, um von ihr zu erfahren, warum sie hierhergekommen ist. Als er die nassen Drogenpäckchen entdeckt, wird er zornig und versucht das Mädchen zu ertränken. Sie kann jedoch durch ihre Tauchübungen im Schwimmbad lange die Luft anhalten und ruhig unter der Oberfläche schweben, so dass er denkt, sie sei ertrunken. Danach steigt er auf Holzdach, bricht durch die morschen Bretter ein und droht, da er nicht schwimmen kann, zu ertrinken, während sich Harriet über die Leiter rettet und nach Hause flieht. Durch das verschmutzte Wasser erkrankt sie, sie hat einen Zusammenbruch, ist einige Zeit bewusstlos, wird ins Krankenhaus eingeliefert und dort von einem Neurologen auf Epilepsie untersucht. Zu diesem Zeitpunkt liegt Farish bereits im Koma, aus dem er nicht mehr erwacht. Seinen Bruder entdeckt man nach zwei Tagen im Wassertank, und er gesteht den Mord. Harriet hört davon in ihrem Krankenbett. Ihre Eltern unterhalten sich über Danny, als den „kleinen Freund“ und verwahrlosten Spielgefährten Robins, der sich bei ihnen entschuldigte, dass er wegen des weiten Weges nicht zum Begräbnis kommen konnte. Harriet fühlt sich nun wie Captain Scott am Südpol: „[E]r hatte tapfer das Unmögliche in Angriff genommen […] aber umsonst. Alle Tagträume hatten ihn im Stich gelassen. […] Eine große Last drückte sie, eine Finsternis. Sie hatte Dinge gelernt, von denen sie nie gewusst hatte […] und doch war es auf seltsame Weise die geheime Botschaft von Captain Scott: Dass Sieg und Niederlage manchmal dasselbe waren.“

## Erzählform
Die Handlung des Drei-Generationenromans wird im Wesentlichen chronologisch, teils mit Rückblenden, von einem auktorialen Erzähler vorgetragen, wobei die Hauptstränge, meist bezogen auf die Mitglieder der Familien Greve und Ratliff, miteinander abwechseln. Dabei folgt der Erzähler v. a. den Aktionen Harriets und, in den letzten Kapiteln, Dannys. Gegen Ende laufen ihre beiden Geschichten in einem Showdown zusammen und die Ereignisse am Güterbahnhof werden im Wechsel aus den beiden Perspektiven erzählt.

## Literarische Einordnung und biographischer Hintergrund
Zwischen dem Handlungsort, der Handlungszeit und dem Personal des Romans, v. a. der Persönlichkeit Harriets und ihrer Lektüren, und der Biographie der Autorin gibt es einige Ähnlichkeiten: Die Handlung spielt in einer Region in Mississippi, wo auch Donna Tartt, in Grenada, ihre Kindheit verbrachte. Ein Leitmotiv des Romans, wie auch der beiden anderen, ist eine latente Wehmut über den Verlust von Unschuld und Kindheit an der Schwelle zum Erwachsensein. Gefragt, was sie selbst am meisten aus ihrer Kindheit vermisse, sagt Tartt: „Meine Urgroßmutter, meine Großmutter und meine Tante – also meine Familie.“ Dann, nach einer längeren Pause, präzisiert sie: „Die Familie meiner Mutter. Zu meinem Vater habe ich keinen Kontakt. Wenn ich von meiner Familie spreche, meine ich die Familie meiner Mutter.“ […] Ihre Kindheit hat Donna Tartt als Außenseiterin erlebt. Während sie selbst ständig las – vorzugsweise Bücher von Robert Louis Stevenson, Joseph Conrad oder Edgar Allan Poe und auf gar keinen Fall Mädchenbücher wie Little Women –, interessierten sich ihre Schulfreundinnen für Pferde. […] Die kleine Donna rezitierte William Shakespeare und Rudyard Kipling, schwärmte für den Archäologen Heinrich Schliemann und veröffentlichte mit 13 ihr erstes Gedicht in der Mississippi Literary Review. Als Teenager ging sie fast nur noch zur Schule, um Prüfungen abzulegen. Den Rest der Zeit verbrachte sie lesend zu Hause. Als Kind fühlte sich Tartt in ihrer Rolle als Sonderling nicht einsam, sondern glücklich. Sie betont, dass sie keine Schriftstellerin geworden wäre, wenn es ihr schwerfiele, allein zu sein: „Es ist mein natürlicher Lebensstil.“
Nach solchen Parallelen befragt, will Donna Tartt den kleinen Freund im Detail nicht als autobiographischen Roman verstanden wissen, sie will darin jedoch einige der Grundstimmungen wiedergeben, die sie in ihrer Südstaaten-Kindheit wahrgenommen hat: etwa den Antiintellektualismus der einfachen Bevölkerung („There‘s a horrible ethos in rural southern poverty that it‘s dumb to do well, it‘s stupid to succeed, and that people will laugh at you“) oder die Umbrüche im Alltagsleben, die sich während der 70er Jahre dort vollzogen („And then somehow in the 1970s, they figured people wanted to go to malls instead. So it‘s all built-up. That‘s kind of happening in my book – you can hear the bulldozers, things are changing.“).
In einem Porträt in Vanity Fair wird die Schriftstellerin als stark von der literarischen Tradition des Southern Gothic geprägt vorgestellt – also von Autoren wie Mark Twain, William Faulkner und Tennessee Williams, deren melancholische und teils tragikomische Geschichten „vor dem Hintergrund der zerfallenden Südstaaten-Aristokratie von zerbrochenen Charakteren in meist ausweglosen Situationen erzählen. Aber Tartts Stil wird auch oft mit dem von Charles Dickens verglichen, den sie selbst als großes Vorbild bezeichnet und vor allem wegen der ‚Warmherzigkeit‘ seiner Romane schätzt.“ Insgesamt betrachtet die Autorin das Buch als „Südstaatenroman (…), beeinflusst von der Tradition des Geschichtenerzählens, die dort lebendig ist.“
Ein weiteres Motiv beim Verfassen des Romans lag darin, ein Buch zu schreiben, das sich von Anlage und Aufbau her vollkommen vom Vorgängerroman Die geheime Geschichte unterscheidet: „After The Secret History I wanted to write a different kind of book on every single level, I wanted to take on a completely different set of technical problems.“

## Rezeption

### Kritik
Tartts zweiter Roman wird von den Rezensenten meist am erfolgreichen Erstling „Die geheime Geschichte“ gemessen und gegenüber dem Psychothriller als langatmig und mühsam lesbar bewertet, zumal der Leser nach dem Prolog wiederum eine spannende Kriminalhandlung erwartet:
„Wie sein Vorgänger will auch dieser Roman mit einer Mischung aus Thriller und Entwicklungsroman becircen, aber, anders als sein Vorgänger, will er nicht zuvörderst unterhaltend, sondern bedeutend sein, als Hommage an Klassiker wie Stevenson, Dickens oder Kipling verstanden werden. Der kleine Freund ist ein vielschichtigeres, reiferes Buch als sein Vorgänger – und doch weniger gelungen.“ Der Roman lese sich „mühsam, als plumpes, überlanges Gebilde aus Einzelteilen, die so gar nicht zueinander passen wollen.“ Anderen Kritikern missfällt das überkonstruierte Ende und der „nicht überall überzeugende Perspektivenwechsel.“ „Die klare Schärfe ihres ersten Buches ist einer gewissen Trägheit gewichen, die zwar gut zum Schauplatz der Handlung im amerikanischen Süden passt, mitunter aber doch etwas ermüdend wirkt.“
Gelobt wird dagegen die Südstaatenatmosphäre mit den sozialen Schichtungen, die behutsame, feine Erzählweise und der Facettenreichtum: „So verwebt Harriets Geschichte vom Entwicklungsroman über die Familienstudie bis zur Chronik der Südstaaten in den siebziger Jahren die verschiedensten literarischen Genres zu einem üppigen Gemälde.“ „In den besten Passagen beweist Donna Tartt, daß sie sich entwickelt hat, etwa wenn sie die Cleves, die Ratcliffes und das beschauliche Leben in Alexandria, Mississippi, schildert. Den Ennui, der sich wie Mehltau über die Kleinstadt legt, evoziert sie ebenso gekonnt wie die träumerisch-gespenstische Atmosphäre in Harriets Elternhaus.“ „Diese Liebe zur Langsamkeit […] hat sich seit der Geheimen Geschichte womöglich noch gesteigert. Tartt hat keine Eile, die Handlung voranzutreiben, sie gibt ihren Charakteren viel Zeit, sich zu entwickeln, flicht unbekümmert lange Passagen ein, in denen sie sich Beschreibungen oder Reflexionen widmet. Der kleine Freund wirkt dadurch manchmal beinahe etwas langatmig, trotz der scharfen Beobachtungsgabe der Autorin und ihres ungewöhnlichen und metaphernreichen Stils.“

### Preise und Auszeichnungen
2003 gewann der Roman den WH Smith Literary Award.

## Ausgaben
Englische Originalausgaben
- The Little Friend. Knopf, 2002, ISBN 978-0-679-43938-7 (Gebundene Ausgabe).
- The Little Friend. Random House, 2002 (Audiobuch/Download, ungekürzte Fassung, gelesen von der Autorin).
- The Little Friend. Random House, 2002 (Audiobuch/Download, gekürzte Fassung, gelesen von der Autorin).
- The Little Friend. Random House, 2002, ISBN 978-0-553-71403-6 (Audiobuch/CDs, gekürzte Fassung, gelesen von der Autorin).
- The Little Friend. Knopf/Vintage, 2003, ISBN 978-1-4000-3169-6 (Taschenbuchausgabe).
- The Little Friend. Bloomsbury, 2005, ISBN 978-0-7475-6549-9 (Taschenbuchausgabe).

Deutsche Ausgaben (Auswahl)
- Der kleine Freund. Goldmann, München 2003, ISBN 978-3-442-30668-8 (Gebundene Ausgabe).
- Der kleine Freund. RM Buch und Medien Vertrieb, 2004 (Gebundene Lizenzausgabe für den Bertelsmann Lesering).
- Der kleine Freund. Goldmann, 2013, ISBN 978-3-442-48058-6 (Taschenbuchausgabe).